# Gloster Goldfinch
Il Gloster Goldfinch fu un aereo da caccia monoposto, monomotore e biplano, sviluppato dall'azienda aeronautica britannica Gloucestershire Aircraft Company nei tardi anni venti rimasto allo stadio di prototipo.
Progettato per soddisfare una specifica dell'Air Ministry britannico, non riuscì a superare il confronto con il concorrente Bristol Bulldog e il suo sviluppo venne interrotto.

## Storia del progetto
Nel gennaio 1926 l'Air Ministry, il ministero che in quel periodo era deputato alla gestione dell'intera aviazione nel Regno Unito, contattò la Gloster Aircraft invitandola a realizzare una variante di costruzione totalmente metallica del suo Gamecock destinato al ruolo di caccia d'alta quota, modello che richiedeva la propulsione di un motore sovralimentato.
L'ufficio tecnico dell'azienda, sotto la supervisione dell'ingegnere Henry Folland, sviluppò il nuovo modello basandosi sul precedente progetto mantenendone l'aspetto generale, un velivolo monomotore in configurazione traente, monoposto, caratterizzato dalla velatura biplano-sesquiplana, con piano alare superiore dall'apertura leggermente più ampia dell'inferiore, piani collegati tra loro da un unico montante interalare per lato. La somiglianza con il Gamecock era netta, in particolare con la versione Gamecock II dotata di alettoni a corda corta, che rendevano il Goldfinch quasi indistinguibile; l'unica differenza notabile era la differente lunghezza della fusoliera davanti all'abitacolo, soluzione necessaria per il corretto posizionamento dell'accessoristica del motore sovralimentato. Anche l'impennaggio risultava leggermente differente, con i piani orizzontali dai bordi arrotondati e, almeno inizialmente, con la deriva dall'elevata corda e corta in altezza.
L'azienda costruì un solo prototipo, tuttavia nell'evoluzione del modello ne risultarono due versioni piuttosto differenti. Il primo esemplare abbinava una velatura dalla struttura interamente metallica alla fusoliera realizzata in tecnica mista, con parti in legno e metalliche. Entrambe le ali e la fusoliera erano poi rivestite in tessuto trattato. In seguito il modello subì delle modifiche; la fusoliera venne ricostruita interamente in metallo e l'impennaggio adottò una deriva modificata con il timone dalla corda più corta e maggiorato in altezza, in una forma più convenzionale. La propulsione venne affidata a un Bristol Jupiter VIIF, motore radiale 9 cilindri in grado di erogare, grazie al dispositivo di sovralimentazione, una potenza pari a 450 hp (335 kW), abbinato ad un'elica bipala a passo fisso.
Il Goldfinch volò per la prima volta nel maggio 1927 quindi, terminato il ciclo di prove preliminari in azienda, inviato alla base RAF Martlesham Heath nel dicembre di quell'anno. Le prove ufficiali dimostrarono che il modello possedeva ottima velocità orizzontale e variometrica, e una buona manovrabilità generale, a dispetto però di una pigrizia a uscire dalla vite.
La Gloster presentò il modello in risposta alla specifica F.9/26 dell'Air Ministry, relativa a un velivolo da caccia diurno/notturno interamente metallico, dove si trovò a competere con un nutrito numero di modelli concorrenti: Armstrong Whitworth Starling II, Blackburn Blackcock e Turcock, Boulton Paul Partridge, Bristol Bulldog Mk.I, Bristol Bullpup, Gloster SS.18, Hawker Hawfinch e Vickers Type 141.
Durante le prove comparative il Goldfinch non riuscì a soddisfare i parametri sul carico utile e sulla capacità di combustibile, venendo scartato in fretta dalla commissione incaricata alla valutazione. Il concorso venne aggiudicato al Bristol Bulldog tuttavia il Goldfinch continuò ad essere utilizzato in prove di volo a Martlesham Heath fino all'ottobre 1928.

## Utilizzatori
Regno Unito
- Royal Air Force

### Pubblicazioni
- Philip Jarrett, Limited Editions: Gloster Goldfinch, in Aeroplane Monthly, London, IPC, gennaio 1997,  pp. 46-51.
- THE GLOSTER " GOLDFINCH ", in Flight, 4 ottobre 1928.